# Patrick Langlois

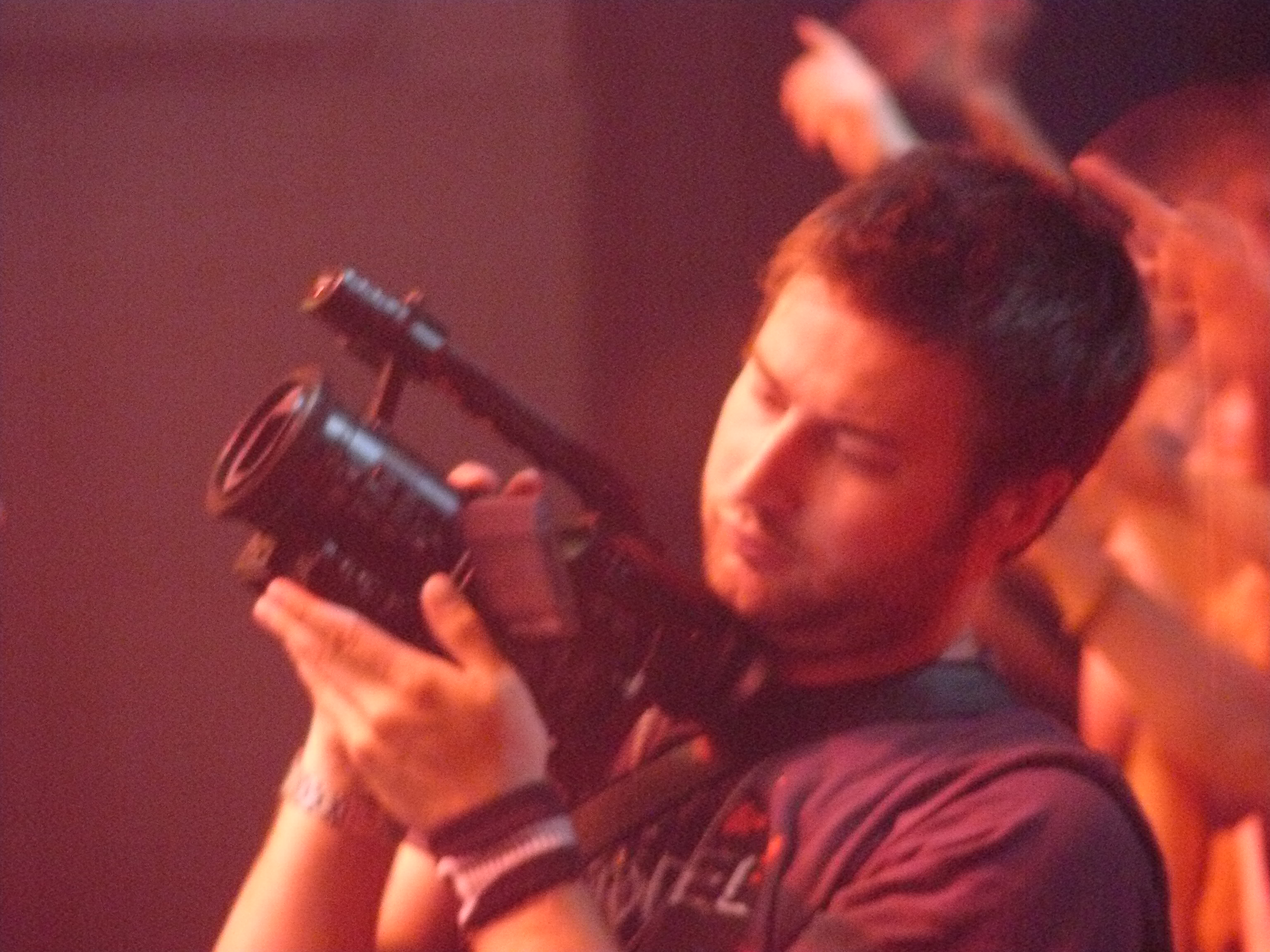
Langlois (con una remera de Role Model) graba una actuación de Simple Plan en Osaka en mayo de 2008.

Patrick "Pat" Langlois es un fotógrafo y periodista musical.

## Simple Plan
Es más asociado con la banda pop punk Simple Plan. Es amigo de la banda quien es el responsable del mercado, también fue el webmaster, fotógrafo, y camarógrafo. Langlois ha aparecido en la mayoría de los vídeos musicales de Simple Plan, con sus apariciones a veces dolorosas. Tuvo una patada en la entrepierna en "I'd Do Anything", se le cayó una bola de boliche en su cabeza y se le destrozó el apartamento en "Addicted", fue derribado por la banda en "Don't Wanna Think About You", y se le explotó una botella por una pelota de tenis por Lefebvre en "When I'm Gone". También es visto en "Perfect", como valet en "Shut Up", en la multitud en el gimnasio en "I'm Just a Kid", saliendo de un auto en "Welcome to My Life", y como un trabajador de emergencia en "Untitled", un vídeo en que se utilizó el seudónimo como nombre del conductor ebrio. Junto a Pierre y Chuck es copropietario de la marca de ropa role model.

## MusiquePlus
El 7 de diciembre de 2008, Langlois publicó en la página de la banda que continuaría el trabajo para la banda, pero también se convertiría en un periodista en MusiquePlus. Dijo que él continuaría llevándole a los fanes "todo sobre Simple Plan." Sin embargo, el programa en que Langlois estaba trabajando, MP6, fue cancelado por MusiquePlus a principios de diciembre. Langlois todavía es empleado de MusiquePlus, haciendo entrevistas, y a veces es visto en shows de Simple Plan.